# Дина Майър
Дина Майър (на английски: Dina Meyer) е американска актриса. Играе във филми като „Сърцето на дракона“ (1996), „Звездни рейнджъри“ (1997), „Стар Трек X: Възмездието“ (2002) и изпълнява ролята на детектив в „Убийствен пъзел“ (2004) и неговите продължения.

## Личен живот
Майър е родена в Ню Йорк на 22 декември 1968 г. Семейството ѝ е с еврейски произход.